# Afrika zenéje
Afrika zenéje  gazdag és változatos és a hatalmas kontinensnek számos különböző zenei hagyománya van. Megkülönböztetünk hagyományos és modern zenét. A 19. század óta megjelent az afrikai egyházi zene számos új fajtája is, illetve fejlődik tovább. A népzenei hagyományok terén a leggazdagabb földrész. 
India és a Közel-Kelet zenéjéhez hasonlóan az afrikai zene is nagyon ritmikus.
A hagyományos zenét zömmel hangzásban vagy szóban adják át, nem írják le. Az afrikai zene a feketék Amerikába való kerülésével befolyásolta a Karib-térség és Latin-Amerika zenei stílusait is mint például a szamba, a conga, a son, a rumba, a salsa stb. Az ősi afrikai hangszereket néha ott tovább is fejlesztették (pl. lamellofon → kubai marimbula).

## Általános jellemzők

### Fekete-Afrika
Bizonyos csoportosítás szerint az afrikai zenék tradicionálisak, populárisak vagy klasszikusok lehetnek. A tradicionálisba elsősorban a népzenei alkotások tartoznak. A modern afro-pop  természetesen tánczene. Bizonyos fajtái (apala, sakara) a népzenéből erednek; más popzenék a nyugati és az arab zenei formákkal való érintkezés termékei (jùjú, fuji, ajasco). Egyéb pop-alkategóriákban még dominánsabb a nyugati hatás, ilyen például az afrobeat vagy az afro-rock.
A fekete-afrikaiak zenéje több, mint szórakoztató tényező, ez az életnek épp olyan elementáris alkotó része, mint maga a beszéd: áthatja a mindennapokat. Az
afrikai kultúrában a zene funkcionális, csoportos tevékenység, amelyben az előadó(k) és a közönség nem különülnek el. 
Legyen szó dobolásról, bármilyen más hangszerjátékról vagy ritmikus énekről, az mindig hullámzó testmozgással, dobbantással vagy tapssal párosul. Az alaplüktetést egészítik ki azok a finom, időben ki nem fejezhető ritmikai előlegezések és késleltetések, amelyek az ellentétes, nemegyszer ütköző képletek egészének tartást és feszültséget adnak. Így alakul ki a jellegzetes afrikai poliritmika, amikor egyszerre két vagy több különböző ritmus hallható. Manapság azonban igazi hagyományos zenét csak a városoktól távol eső, kevésbé civilizált területeken lehet találni, míg a városok az afro-pop  zenétől hangosak.
A hagyományos afrikai zenét nem csak szórakoztatásra, hanem meghatározott társadalmi eseményekhez használták. A dalok olyan eseményekhez kapcsolódnak, mint a születés, az esküvő, a temetés és a gyász, a játékok, vallási szertartások, az imák, munka, háborúk és szerelem. A zene részben a sámánokon és boszorkányokon keresztül a spirituális világgal való kapcsolattartást szolgálja. Ugyanakkor jelzi a napokat, az évszakokat és kíséri a munkát.
Közép-Afrika és általában a néger törzsek hagyományos zenéje pentatonikus jellegű, vagyis ama félhang- nélküli ötfokú hangrendszerben mozog, melyet az öt világrész minden ősi kultúrnépénél kimutattak. Azt, hogy itt eredeti képződmény-e vagy átvett kultúrelem, nem tudjuk; tény viszont, hogy a néger törzsek között több olyan hangszer van ma is használatban, melyek régi magasabb kultúrákból maradtak fenn. Ilyenek a xilofonok, e hangolt fa- vagy fémlemezekből álló ütőhangszerek, az angolai marimba vagy faharmonika, a balafon és egyéb zongoraszerű hangszerek, melyek Dél- és Kelet-Ázsiából jutottak ide; ilyen az északkeleti hárfa, mely talán az ókori Egyiptom elkorcsosult hagyatéka.
Említésre méltó, hogy a többszólamúság kezdeti formái aránylag igen elterjedtek (szólóhang és kórus váltakozása, egymásba fonódása), formai szempontból felötlik a rondó-szerű, szakaszos visszatérésen alapuló, hosszabb, komplikált dalszerkezet gyakorisága, ritmikában a bonyolult és összetett ritmusfajok kedveltsége. Idevág a ritmusadó ütőhangszerek, a legkülönbözőbb dobok használata is, mely Afrika némely vidékén annyira fejlett volt, hogy a dobjelzés külön „nyelvi" érintkezésformáját alakította ki az egyes törzseken belül (ld. lejjebb). Ezen a téren nemcsak a dob ritmusjelző szerepének, hanem változtatható hangmagasságának is szerep jut, miáltal az ütőhangszer szinte észrevétlenül melodikus hangszer szerepére emelkedik. Előfordulnak íj-szerű (pl. zenei íj, íjlant), citera-szerű (pl. bendzsó) stb. hangszerek is, a fúvós hangszereknek egész családja virágzik.
Az afrikai zenének szertartásos jellege és mágikus kötöttsége a törzsi kultúrákban még igen erős.
Dél-Afrikában a fehér terjeszkedés jórészt kiszorította az ottani törzsi, egykor valószínűleg a közép-afrikai négerekével rokon zenekultúrát.

## Regionális jellemzők
A kontinens rendkívül gazdag zenei kultúrája nehezen foglalható határozott csoportokba. Az irányzatok rendkívül szerteágazóak és területi megoszlásuk is nagyon változatos.

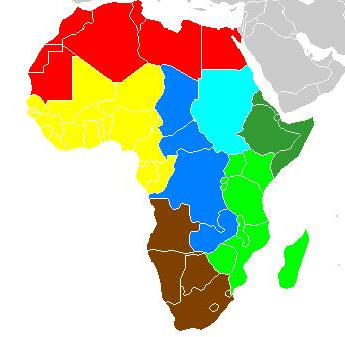
Afrika zenei régiói

### Észak-Afrika
Észak-Afrikára, mint Északkelet- és Kelet-Afrikára iszlám hatások jellemzők, bár ezek a hatások Észak-Afrikában jellemzőbbek. Az észak-afrikai zenét az arab zenei kultúra mellett a mór zene elemei, valamint a francia és angol megszállók által importált nyugati elemek is jellemzik.
Az arab popzene  mélyen gyökerezik a hagyományos arab zenében, de nyugati hangszereket használ, mint például elektromos gitárokat vagy szintetizátort, ütőhangszereket (dobokat), valamint hagyományos hangszereket, mint pl. az úd vagy a darbuka. Ez a zene főként Kairóból származik, és a műfaj az arab filmipar (különösen az egyiptomi filmek) mintegy mellékterméke, amelynek fő központja Kairóban található. Fő műfajai a jeel (techno-pop stílusú), a halidzsi (kaleeji), a raï,  az arab R&B stb. Pár szám eljut Európába is, és ott is slágerré válik.
A francia-arab zene a nyugati-keleti zenei stílus keveréke, amely sok szempontból hasonló a modern arab pophoz. Olyan művészek népszerűsítették, mint pl. Dalida (Egyiptom) vagy Sammy Clark (Libanon).
A berber zene  Afrika északnyugati részén terjedt el és a vallási szertartások és ünnepségek, mint az esküvői szertartások, a fesztiválok, mezőgazdasági ünnepek szerves része, de használják a gyász idején is.
A gnaua zene  marokkói és a Szaharától délre fekvő afrikai iszlám vallási énekek és ritmusok összessége. Elterjedt Franciaországban is. Keveri az iszlám szúfizmust az iszlám előtti afrikai hagyományokkal, legyen az helyi vagy szubszaharai. A gnaua (gnawa) zenész kifejezés általában olyan emberekre utal, akik gyógyító rituálékat is folytatnak, kapcsolódva az iszlám előtti afrikai animista rítusokhoz.

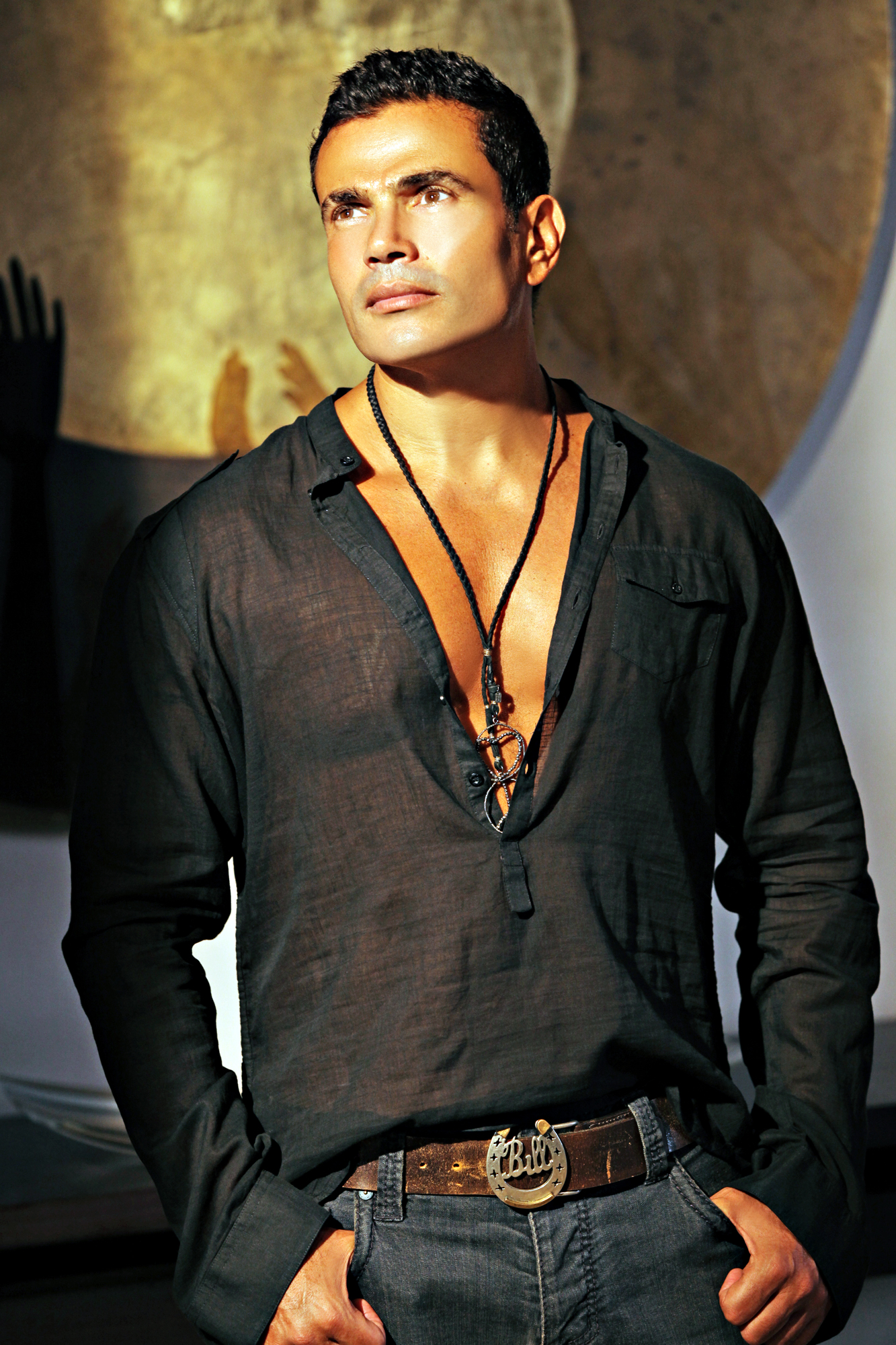
Amr Dijáb egyiptomi énekes 2009-ben

A beduin zene ÉK-Afrika, Szudán, az Arab-félsziget és Levante nomád és félnomád beduin törzseinek zenéje, amely az arab népzene régebbi formáit őrzi. Hagyományos hangszerek a rebáb és a különféle fafúvós hangszerek.
Országonként jellegzetes stílusok:
- Al Jeel (Egyiptom)
- Shaabi  (Egyiptom)
- Mawwal (Egyiptom)
- Semsemya (Egyiptom)
- Arab-andalúz (wd) (Marokkó, Algéria, Tunézia)
- Malouf (Líbia)
- Chaabi (Algéria, Marokkó)
- Gnaua (Marokkó, Mauritánia és Algéria délnyugati része)
- Malhun (Marokkó)
- Mezwed (Tunézia)
- Raï (Algéria)

Algéria zenéje | Egyiptom zenéje | Líbia zenéje | Marokkó zenéje | Mauritánia zenéje | Tunézia zenéje

### Szudán
Az arab Szudánban elsősorban az Egyiptomból származó zene dominál. Itt szinte az összes szudáni dalt arab nyelven éneklik. 
Az országnak gazdag és nagyon sokszínű zenei kultúrája van, a hagyományos népzenétől a modern népszerű városi zenéig és a nemzetközileg is befolyásolt afrikai zenéig. Az (arab) szudáni zene főleg arab zenei műfajok keveréke a szubszaharai elemekkel.
Szudán zenéje | Dél-Szudán zenéje

### Nyugat-Afrika
Fekete-Afrika más részeihez hasonlóan a Szaharától délre fekvő részen a zene használata nem korlátozódik csak a szórakozásra, hanem segíti a mindennapi rutinok lebonyolítását. Felhasználják a munkához, az újszülöttek névadási ceremóniájához, a házassági szertartásokhoz, a temetésekhez, a legkülönfélébb rítusokhoz.
Nyugat-Afrikában a zenében az ütőshangszerek vezetnek. A forró ritmus szinte mindig jelen van. Az egyik legfontosabb zenei műfaj a tánczene. Az összes afrikai régió közül itt van leginkább a különféle zenei kultúrák olvasztótégelye. A modern nyugat-afrikai zene az 1970-es években jelent meg és ma virágzik az afrobeat.
A régióban a könnyűzene legismertebb műfaja a 20. században a highlife  volt, amely a 19-20. század fordulója táján keletkezett. Az 1950-es évektől az 1970-es évek elejéig Ghánáé volt az irányító szerep a highlife és afro-rock zene terén. Ghánában például sok éven át a highlife volt a preferált zenei műfaj, egészen a hiplife  és hasonlók megjelenéséig.
A nigériai tánczene, a jùjú  a 20. században jött létre. Ez joruba hagyományos ütős hangszereken alapul és főként a szegényebb népesség játszotta. A joruba dùndún dobokat „beszélő dobként” használják.
A szenegáli tánczene, a mbalax , az afro-pop egyik legjellegzetesebb válfaja. Az elektromos gitárt és más szokásos pop hangszereket sok más etnikus hangszer színesíti (pl a sabar nevű dob) és adja a folyamatos ritmikus lüktetést.
Az ún. palm-wine  vagy pálmabor elsősorban gitárra írt tánczene, mely nevét a helyi sörről kapta  és főleg a 20. században volt népszerű. Sierra Leonéban maringa-nak hívják. Ezt a műfajt tekintik a highlife elődjének.
Nyugat-afrikában a dobok fő típusai a dzsembé és a „beszélő dob”. A balafon nevű hangszer szintén gyakran megtalálható. A húros hangszerek közé tartozik a kora, ngoni, goje, kukkuma, gurumi, xalam stb. A sekere egy népszerű csörgő.
Benin zenéje | Burkina Faso zenéje | Elefántcsontpart zenéje | Gambia zenéje | Ghána zenéje | Guinea zenéje | Bissau-Guinea zenéje | Kamerun zenéje | Libéria zenéje | Mali zenéje | Niger zenéje | Nigéria zenéje | São Tomé és Príncipe zenéje | Sierra Leone zenéje | Szenegál zenéje | Togo zenéje | Zöld-foki Köztársaság zenéje

### Közép-Afrika
Közép-Afrika az összes afrikai régió közül a legelszigeteltebb. Ennek következményei voltak a zenére is. Ezen elszigeteltség miatt egy modernebb, afrikai és nyugati zenei hatású zenei kultúra kialakulása csak később kezdődött, mint Afrika többi részén. Ma már az afrobeat, a soukous, a nyugati zene által befolyásolt rock- és popzene és más műfajok népszerűvé váltak.
A soukous  tánczene az 1960-as években a kongói rumbából  született, és az 1980-as években népszerűségre tett szert Franciaországban is. Az 1970-es években a zene új műfaja jelent meg Közép-Afrikában. Ez a zenei stílus a kongói diákzenéből ered, és erősen befolyásolja a rockzene és a soukous is. Jellemzői a dobok és gitárok használata. Ezen híresebb közép-afrikai zenei műfajok mellett léteznek kissé kevésbé ismert és hagyományosabb zenei stílusok is, mint például a banda.
Csád zenéje | Egyenlítői-Guinea zenéje | Gabon zenéje | Kongói Köztársaság zenéje | Kongói Demokratikus Köztársaság zenéje | Közép-afrikai Köztársaság zenéje| Zambia zenéje

### Északkelet-Afrika
Az "afrikai szarv"nak olyan zenéje van, amely hasonlít Kelet-Afrika zenéjéhez. Mégis van egy különbség: a világ minden tájáról származó hatások, amelyek az 1970-es években jelentek meg. Ezek a hatások olyan izgalmas zenei műfajokat hoztak létre a 20. század második felében, mint például az Ethio jazz (etióp dzsessz) és az Ethio funk, amelyek Kelet-Afrikában nem találhatók meg. Ezek olyan zenei műfajok, amelyek az amerikai pszichedelikus rockból és a Motown-soul-ból származnak, keverve a régió hagyományos zenéjével.
Az etióp zenében az egyhúrú hegedű, az ún. maszinkó az egyik legnépszerűbb hagyományos hangszer. A washint vagy a fuvola egy másik széles körben használt hagyományos hangszer. Jellemzően etióp pásztorok is játszanak rajta, miközben szarvasmarhákat terelnek. Míg a krar a hagyományos líra öt húrral. A begena vagy az etióp hárfa többnyire spirituális zenei célokra használt eszköz. A spirituális himnuszokat főleg az ortodox keresztények böjti időszakában hallhatók, amikor az emberek Isten iránti odaadásukat fejezik ki.
Dzsibuti zenéje | Eritrea zenéje | Etiópia zenéje | Szomália zenéje

### Kelet-Afrika
Kelet-Afrikában, mint egész Afrikában, a zene is nagyon fontos szerepet játszik. De Kelet-Afrikában a zene nem csupán zene, hanem a régió országainak újjászületését támogató eszköz. A kelet-afrikai zenét részben az arab zene jellemzi, manapság azonban főleg az indiai filmzene. A gospel stílus vagy egyházi kórus (' kwaya ya kanisa ') egy másik kortárs népszerű zenei műfaj, amelyet a hagyományos zene befolyásol. Egyes etnikai csoportok hagyományos dallamokat állítanak össze az egyházi istentisztelet céljából.
A taraab  főleg a kenyai és tanzániai partvidék zenéje, és ötvözi az arab, indiai és afrikai zene elemeit. Központjai: Zanzibár, Mombasa, Dar es-Salaam és Tanga.
Másik népszerű zenei műfaj a kenyai benga, amely a luóktól származik és az 1950-es évektől lett népszerű.
Jellemző a térségre a saját dobstílusok, valamint a különleges, hagyományos hangszerek, mint a fából készült xilofonok vagy épp a kivájt tökből vagy kókuszdióból készült hangszerek.
Az 1960-as és 1980-as évek között Tanzániának megvolt a maga különálló afrikai rumba zenei stílusa, amelyet muziki wa dasi néven (tánczene) olyan híres együttesek tettek népszerűvé, mint a Tabora Jazz, Western Jazz Band, Morogoro Jazz, Volcano Jazz, NUTA Jazz, JUWATA Jazz és DDC Mlimani Park.
Burundi zenéje | Comore-szigetek zenéje | Kenya zenéje | Madagaszkár zenéje | Mauritius zenéje | Malawi zenéje | Mozambik zenéje| Ruanda zenéje | Seychelle-szigetek zenéje | Tanzánia zenéje | Uganda zenéje| Zimbabwe zenéje

### Dél-Afrika
Mivel a Dél-afrikai Közt. egy multikulturális ország, amely magasabb HDI-vel rendelkezik, mint Afrika többi része, és mivel korábban holland gyarmat volt, és munkásokat importált Keletről, ma nagyon sokféle zenei műfaj van (néha keleti elemekkel).
Az afrikai dzsessz egyik fellegvára a Dél-afrikai Köztársaság Az Egyesült Királyság avantgarde fekete szárnyát képviselők nagy része innen érkezett a szigetországba. Az 1950-es években a dél-afrikai zene a kwela-val , egyfajta dzsessz eredetű popzenével robbant be a nemzetközi színtérre. Az apartheid 1994-ben véget ért és a hip-hop élénk stílusa alakult ki kwaito néven. Ma már több tucat könnyűzenei stílus és műfaj létezik az országban, amelyek magukba foglalják a blues rockot, a trance-t, a hip-hopot, a soul-ot, a dzsesszt, a pop-ot és még sok más formát.
A marabi  stílus az 1920-as években jelent meg Dél-Afrikában és az afrikai ritmussal kevert dzsesszben gyökerezett.
A mbaquanga  az 1960-as évek elején keletkezett és vidéki zulu gyökerekkel rendelkező stílus, amely ma is nemzetközileg befolyásolja a zenészeket.
A 20 század elején a cionista keresztény egyházak elterjedtek Dél-Afrikában. Az afrikai zenei elemeket beépítették az egyházi zenébe, és létrejött a dél-afrikai gospel, amely ma is az ország egyik legnépszerűbb zenei stílusa.
Mindenhol zene szól: üzletekben, kávézókban, éttermekben, emberek otthonában vagy csak az utcán. Ugyanakkor a helyi, autentikus zenei műfajok Dél-Afrikában fokozatosan eltűnnek, vagy keverednek az új stílusokkal.
Angola zenéje | Botswana zenéje | Dél-Afrika zenéje | Lesotho zenéje  | Namíbia zenéje | Réunion zenéje | Szváziföld zenéje

## Hagyományos hangszerek
A kívülállók gyakran figyelmen kívül hagyták az afrikai hangszerek hatalmas változatosságát abban a tévhitben, hogy a négerek csak dobolnak. Mégis már az ókori karthágói Hanno, aki egy tengeri expedíció során rövid látogatást tett Afrika nyugati partvidékén a Kr. e. 5. században, fúvós hangszereket és ütőhangszereket (fuvolákat, cintányérokat) említett.
A hangszerek változatossága Afrika hatalmas területén ma is megtalálhatók, a tánc, a mulatság vagy a kulturális és vallási tevékenységek kísérőjeként. A Hanno által feljegyzett ütős és fúvós hangszerek mellett sokféle vonós hangszer is létezik, a hárfák, lantok és lírák bonyolultabb változatáig.

### A dobok

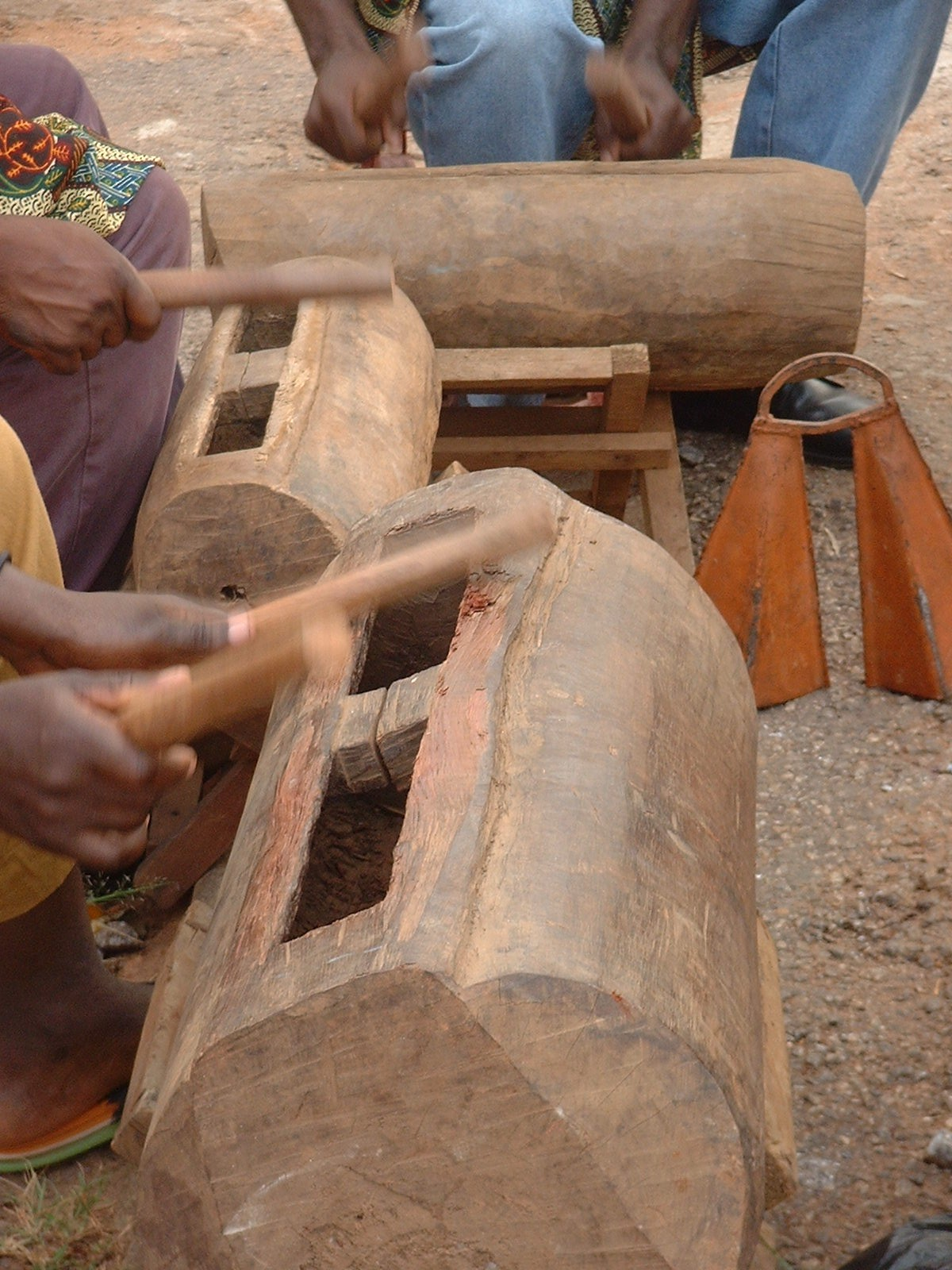
Hengeres résdobok

A dobok az afrikai hangszerek királyai. Számtalan formában és méretben léteznek, köztük membranofonok és idiofonok.
Az afrikai dob legegyszerűbb változata Dél- és Kelet-Afrikában a legelterjedtebb. Rendszerint egy vastag bambusznád darab vagy egy faedény szolgáltatja a dob vázát, néha még egy kis vizet is öntenek az edény aljába, és — hogy a rezonancia jobb legyen — néhány szem követ is tesznek hozzá. A dob nyílását bárány, fekete párduc vagy elefánt szárított bőrével vonják be. De az is előfordul, hogy a dobot tökből vagy az elhunyt törzsfőnök combcsont jóból készítik.
A mindennapi életben a fő szerep a beszélő doboknak jutott. Ezeket egyes törzseknél hosszú fatörzsből vájták ki, mint a csónakokat. Némelyik törzs úgy is nevezte őket, hogy „beszélő csónakok”. Üregesen hagyott nyílásuk hosszával, szélességével, a fatörzs méretével és a kivájt üreg nagyságával szabályozható a hangerő és a hangszín.

#### Mint hírközlő eszközök
A táncra, falugyűlésekre tam-tam dobokkal is közvetítenek üzeneteket. Ezeken kívül a múltban – a modern telekommunikációs, híradási eszközök megjelenése előtt – elterjedt volt a dobok egy tipikus fajtája, amelyeket jeladó dobként hírközlésre is használtak.
A múltban a legtöbb faluban megtalálhatók voltak az óriási, másfél-két méteres „híradó dobok”. A hívójelek és üzenetek jelei vidékenként és törzsenként váltakoztak, de a nagy jelentőségű üzenetek jelei (pl. háború kezdete vagy egy törzsfőnök halála) több száz km távolságra is ismert volt.
A bantuk dobszavát Fekete-Afrika nagy részében ismerték, és egy üzenet országhatárokat átlépve, egyetlen éjszaka alatt ezer km távolságot is megtehetett. A kisebb dobok hangja nappal 8–10 km-re jut a szavannában, ezzel szemben a nagyobb doboké éjjel ennél jóval messzebbre hallatszik.

## Könnyűzenei irányzatok
Az afrikai kontinens zenéje az európai-amerikai hallgatóközönség számára szokatlannak, egzotikusnak tűnnek.
A mai populáris afrikai zenekultúrában rendkívül erősen jelen vannak a népzenei gyökerek, valójában nem is húzható határ a populáris és a tradicionális zenei irányzatok közé.
Az afrikai populáris zene irányzatai ABC sorrendben:
- Afrikai heavy metal
- Afrikai hiphop
- Afrobeat
- Afrobeats
- Afro-soul
- Amapiano
- Ambasse bey
- Apala
- Assiko
- Azonto
- Bajourou
- Bantowbol
- Batuque
- Bend-skin
- Benga
- Bikutsi
- Boomba
- Cape jazz
- Chaabi
- Chimurenga
- Colá
- Coladeira
- Coupé-décalé
- Fuji
- Funaná
- Genge
- Gnaua (wd)
- Gospel
- Gqom
- Highlife (wd)
- Hipco
- Hiplife
- Isicathamiya
- Jaiva
- Jit
- Jùjú (wd)
- Kadongo Kamu
- Kidandali
- Kizomba
- Kongói rumba (wd)
- Kuduro
- Kwaito
- Kwassa kwassa
- Kwela (wd)
- Logobi
- Madiaba
- Mahraganat
- Makossa
- Marabi (wd)
- Marrabenta
- Maloya
- Mbalax (wd)
- Mbaqanga (wd)
- Mbube
- Morna
- Muziki wa dansi
- Ndombolo
- Njuup
- Odi Pop
- Palm-wine (wd)
- Raï
- Sakara
- Salegy
- Santé engagé
- Sega
- Seggae
- Semba
- Sesube
- Shaabi
- Shangaan Electro
- Soukous (wd)
- Taarab (wd)
- Tabanka
- Wassoulou
- Zaley
- Zamrock
- Ziglibithy
- Zimdancehall
- Zoblazo
- Zouglou

## Neves előadók
Az afrikai könnyűzene nagy sztárjai:
- Rokia Traoré, Mali
- Ladysmith Black Mambazo, Dél-Afrika
- Youssou N'Dour,
- Angélique Kidjo,
- Miriam Makeba, Dél-Afrika
- Mory Kanté,
- Ali Hassan Kuban, Egyiptom
- Fela Kuti,
- Gigi (Ejigayehu 'Gigi' Shibabaw), Etiópia
- Ali Farka Touré,
- Cheb Khaled, Algéria
- Mahotella Queens,
- Simba Wanyika,
- Brenda Fassie, Dél-Afrika
- Manu Dibango
- Amr Dijáb

### Műfaj szerint
1. afro-pop: Abdoulaye Nderguet, H'Sao, SeBa, Pierre Akendengué, Tibesti, Herléo Muntu, Djeli Moussa Condé, Mohombi, Wizkid, Diamond Platnumz, Davido, Fally Ipupa, Burna Boy, Innoss'B, Tiwa Savage, Coco Mupala, Angélique Kidjo, Yemi Alade, Simi, Werrason, Youssou N'Dour, Pamela Badjogo, Rayvanny, Chidinma, Flavour N'abania, Olamide, Timaya, 2face Idibia, Michael Collins Ajereh, Toofan, Tekno Miles, Kizz Daniel, Jizzle, Sista Becky,  Wurld, Floby, Blaq Diamond, Master KG, Nomcebo Zikode.
2. afro house : Osunlade, Manoo, Atjazz, Boddhi Satva, Black Coffee, Djeff, Dj Satelite, Dj Spilulu
3. afro-zouk: Monique Séka, Herléo Muntu
4. afrobeat: Fela Kuti, Tony Allen, Herléo Muntu, Dele Sosimi, Stanley Enow, Ernesto Djédjé, Burna Boy
5. afrikai blues: Abdoulaye Nderguet, Joyce Tape
6. morna : Cesária Évora
7. n'dombolo : Koffi Olomidé, Papa Wemba, Fally Ipupa, Ferré Gola, JB Mpiana
8. raï : Khaled
9. rap : Nash, Herléo Muntu, Krotal, Sultan Oshimin, Koosh D'ozone, Sho Madjozi
10. reggae : Alpha Blondy, Tiken Jah Fakoly, Herléo Muntu, Zêdess, Lucky Dube, , Sana Bob
11. rumba : Bonga, Grand Kalle, Franco, Tabu Ley
12. soukous : Aurlus Mabélé, Mav Cacharel, Diblo Dibala
13. youssoumba : Les Youles, A nous les petits
14. zouglou : Les Garagistes, Magic System, Petit Yodé, L'Enfant Siro, Espoir 2000
15. arab pop : Saad Lamjarred, Abdoulaye Nderguet

## Fordítás
Ez a szócikk részben vagy egészben  az   Afrikaanse muziek című holland Wikipédia-szócikk fordításán alapul.  Az eredeti cikk szerkesztőit annak laptörténete sorolja fel. Ez a jelzés csupán a megfogalmazás eredetét és a szerzői jogokat jelzi, nem szolgál a cikkben szereplő információk forrásmegjelöléseként.

## Kapcsolódó cikk
- Afrikai hagyományos hangszerek